# Anáhuac (Nuevo León)
Anáhuac (del náhuatl: Anawak ‘Lugar cerca del agua’) es una ciudad del estado de Nuevo León, México, así como cabecera del municipio que lleva su nombre. Su nombre proviene del náhuatl. Fue fundado oficialmente en 1933 a partir de territorio previamente correspondiente al municipio de Lampazos de Naranjo, que ahora colinda al sur de Anáhuac.

## Geografía
El municipio de Anáhuac está situado en el norte del estado de Nuevo León en la región denominada Grandes Llanuras de Norteamérica. Es el único municipio neoleonés que limita con los Estados Unidos además de con los estados de Coahuila y Tamaulipas. Cuenta con una extensión territorial de 4569.6 km².

### Ubicación
Está ubicada a 200 kilómetros de la capital del estado. Limita al norte con Laredo, Texas, y Nuevo Laredo, Tamaulipas, al sur con Lampazos de Naranjo y Vallecillo Nuevo León; al oriente con Guerrero, Tamaulipas, y al poniente con Juárez, Coahuila.

### Hidrografía
La presa Venustiano Carranza, conocida como Don Martín, que riega el municipio, se encuentra ubicada en el municipio de Juárez, Coahuila, a 65 km. El río Salado cruza el municipio, su cuenca se extiende en la parte norte de los estados de Coahuila, Nuevo León y Tamaulipas, en donde confluye. Está formado por la cuenta con afluentes como el arroyo Camarón, arroyo de galameses. Cerca de su desembocadura recibe a su más importante afluente: el río de Sabinas Hidalgo.

### Clima
El clima es semidesértico, con escasas lluvias y temperatura extrema. La humedad es escasa en todas las estaciones, se observan inviernos con temperaturas de 2 °C o menos y veranos de 44 a 46 °C. Las temperaturas más altas durante junio, julio y agosto y las más bajas sobre todo en diciembre y enero.

### Flora y fauna
La vegetación es propia de los territorios semidesérticos: huisaches, mezquites, fresnos, nopales, cactáceas, entre otros; además algunas plantas como el cilantro, albacar, hierbabuena, mejorana, estafiate, manzanilla, ruda; muchos de los cuales se localizan en los patios de las casas.
Entre la fauna podemos encontrar principalmente, venado cola blanca, pecarí, lince, puma, mapache, coyote, jabalí, etc. De aves podemos encontrar, paloma huilota, codorníz escamosa, patos, gansos, entre otros.

## Fundación
Anáhuac fue fundada el 5 de mayo de 1933, dentro de la jurisdicción municipal de Lampazos de Naranjo, como cabecera política del Sistema Nacional de Irrigación No.04 (SNI) y para construir las residencias de los colonos del sistema.

## Urbanismo
El 29 de mayo de 1935 la ciudad fue declarada cabecera del municipio de Anáhuac, integrando como territorio municipal, no solo a dicha población, sino también a las comunidades aledañas al río Salado. En 1978, por decisión del Gobierno del Estado, se anexó al territorio municipal la comunidad en aquel entonces abandonada de Colombia. Desde 1992 el municipio de Anáhuac recibe las contribuciones federales por el uso comercial del puente internacional Colombia-Solidaridad, conocido como Puente Colombia, El cual es el único paso fronterizo que existe entre Nuevo León y Estados Unidos.
Cabe señalar que la principal característica de este municipio neolonés es la forma radial que tiene sus calles principales. En el diseño y construcción de la ciudad participaron ingenieros y técnicos de la Comisión Nacional de Irrigación preparados en universidades parisinas que escogieron trazos y diseños arquitectónicos modernistas.

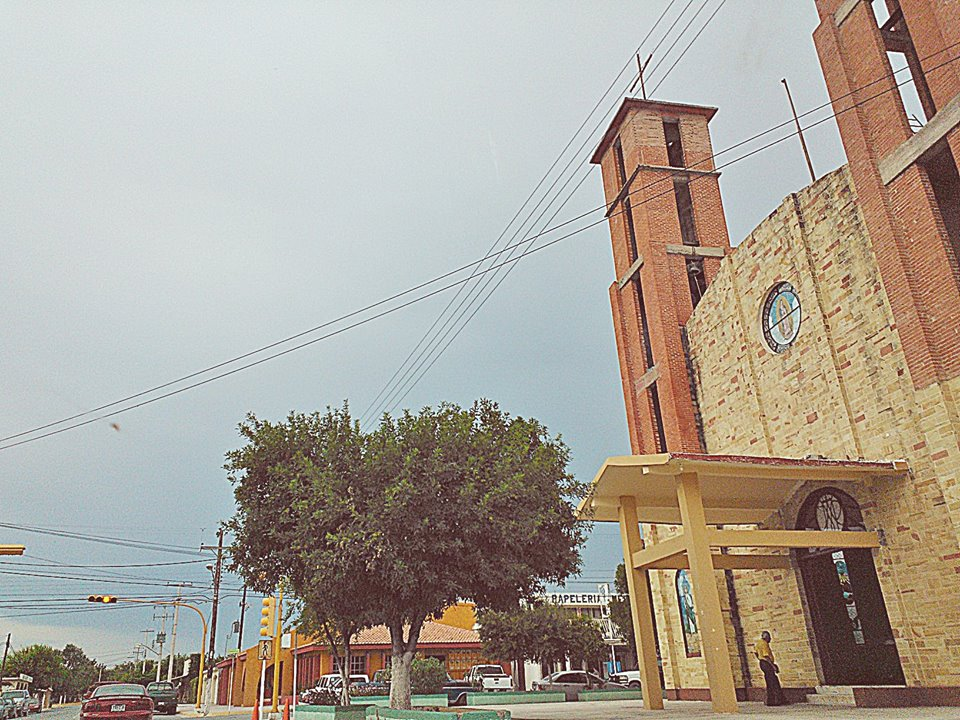
Parroquia de Nuestra Señora de Guadalupe, localizada en el centro del municipio.

## Economía
El municipio de Anáhuac tiene diversas fuentes de empleo e ingresos:
- Agricultura: la tierra del municipio se mantiene en dos formas: la ejidal y la propiedad privada. Los cultivos son trigo, sorgo, grano y forraje.
- Ganadería: se encuentra ganado bovino, caprino, equino, ovino, porcino y además de venados.

## Sociedad
El nivel socioeconómico de la población general es muy bajo para algunas personas encontrando familias que viven en pobreza extrema, ya que el salario promedio es el mínimo por parte de las fábricas o maquiladoras. La mayoría de los habitantes cuentan con casa propia de material o madera, con un promedio de tres cuartos por casa, habitadas por alrededor de cinco personas.[cita requerida]
Entre la comunidad de Anáhuac predomina la religión católica, coexistiendo con otro tipo de creencias religiosas. La mayor parte de la población tiene como escolaridad la primaria, secundaria, preparatoria y al término de esta se dedican a alguna actividad en donde reciban algún ingreso.[cita requerida]

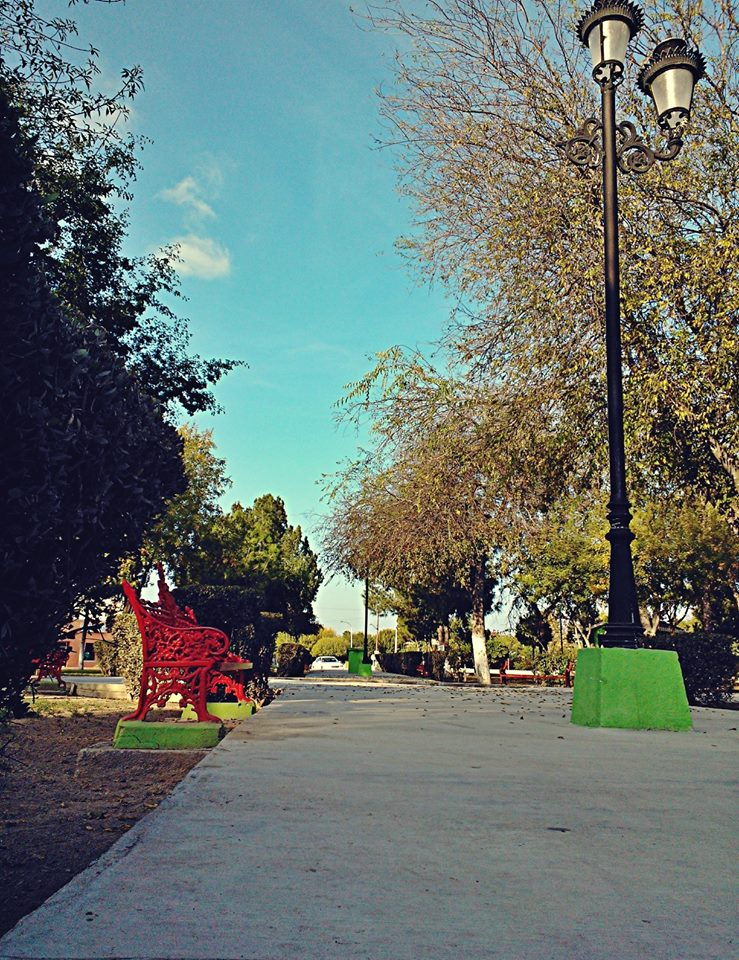
Plaza Rosita.

## Personas destacadas
- Trinidad Delgado Valero (Nena Delgado) Actriz con 45 años de carrera artística consolidada.

- Alfredo Piñeyro López. Médico, Ha ocupado diferentes cargos en el ámbito universitario. Rector de la Universidad Autónoma de Nuevo León. (UANL) Autor de importantes trabajos científicos publicados en revistas especializadas.

- Kelly Sanmiguel locutor, actor y director.

- José Luis Morales. Pintor y escultor. Su obra pictórica ha sido expuesta tanto en el país como en los Estados Unidos de América.
- Gustavo Saggiante Lopez. Basquetbolista y entrenador. Quinto lugar como jugador en los juegos Olímpicos de 1968.

## Turismo
El municipio reúne las condiciones ideales para la práctica del turismo cinegético, como la pesca deportiva en la laguna de Salinillas, y la presa Venustiano Carranza se cuenta con área recreativa y de esparcimiento, también se practica la cacería del venado cola blanca, la paloma alas blancas, el jabalí, la codorniz, gato montés y cerdo salvaje.

### Laguna de Salinillas
Todos aquellos amantes de la pesca deportiva, a tan solo 45 kilómetros del municipio, pueden visitar la laguna de salinillas, sitio ideal para esta práctica donde se puede encontrar especies como lobina, carpa, mojarra y bagre.

### Caza
Otras de las actividades sobresalientes que se pueden realizar aquí es la caza. Entre las especies que destacan por importancia son: venado cola blanca, pecarí de collar, paloma güilota, codorniz, coyote.

### Presa Venustiano Carranza
Construida con el fin de aprovechar las aguas del Río Salado esta presa se ubica a 60 kilómetros al noreste del municipio y es actualmente uno de los principales centros turísticos del lugar.

## Cronología de los presidentes municipales
| Tomás D. Hinojosa               | 1940-1941 |
| Rafael García Galán             | 1941-1942 |
| Crisóforo Serna                 | 1943-1945 |
| Eugenio García Estrada          | 1945-1946 |
| José Quintero Rodríguez         | 1946-1948 |
| Avelino Dávalos                 | 1949-1951 |
| Heleodoro Lozano González       | 1952-1954 |
| Martín Martínez Pérez           | 1955-1957 |
| Luis Robles Alvarado            | 1958-1960 |
| Fernando Alejandro Reyes        | 1961-1963 |
| Manuel Garza Falcón             | 1964-1966 |
| Francisco P. Lazcano            | 1967-1969 |
| Martín Martínez Pérez           | 1970-1971 |
| Gonzalo S. Montemayor           | 1972-1973 |
| José Guadalupe Torres Navarro   | 1974-1976 |
| Juan E. Maldonado P.            | 1977-1979 |
| Fortunato Montemayor Lozano     | 1980-1982 |
| Francisco Z. Urteaga            | 1983-1984 |
| María del Rosario Tijerina      | 1984-1985 |
| Fortunato de la Garza Ruvalcaba | 1986-1988 |
| Genaro de la Garza              | 1988-1989 |
| José Antonio García cervantes   | 1989-1991 |
| Jesús González López            | 1991-1994 |
| José Antonio García Cervantes   | 1994-1997 |
| Mucio Mauricio Gallegos         | 1997-2000 |
| Gerardo Montemayor Garza        | 2000-2003 |
| Mucio Mauricio Gallegos         | 2003-2006 |
| Desiderio Urteaga Ortegon       | 2006-2009 |
| Santos Javier Garza García      | 2009-2012 |
| Desiderio Urteaga Ortegón       | 2012-2015 |
| Juan Manuel Morton González     | 2015-2018 |
| Desiderio Urteaga Ortegón       | 2018-2021 |
| Desiderio Urteaga Ortegon       | 2021-2024 |

## Ciudades hermanas
La ciudad de Anáhuac está hermanada con una ciudad
- Baja California Tijuana (2007)[5]